# Bonloc
Bonloc (en basque : Lekuine) est une commune française, située dans le département des Pyrénées-Atlantiques en région Nouvelle-Aquitaine.
Le gentilé est Lekuindar.

## Géographie

### Localisation
La commune de Bonloc se trouve dans le département des Pyrénées-Atlantiques, en région Nouvelle-Aquitaine.
Elle se situe à 111 km par la route de Pau, préfecture du département, à 29 km de Bayonne, sous-préfecture, et à 25 km de Saint-Palais, bureau centralisateur du canton du Pays de Bidache, Amikuze et Ostibarre dont dépend la commune depuis 2015 pour les élections départementales.
La commune fait en outre partie du bassin de vie de Hasparren.
Les communes les plus proches sont : 
Ayherre (2,8 km), Hasparren (3,6 km), Mendionde (4,1 km), Isturits (5,0 km), Macaye (5,6 km), Saint-Esteben (5,8 km), Saint-Martin-d'Arberoue (6,2 km), La Bastide-Clairence (6,9 km).
Sur le plan historique et culturel, Bonloc fait partie de la province du Labourd, un des sept territoires composant le Pays basque,. Le Labourd est traversé par la vallée alluviale de la Nive et rassemble les plus beaux villages du Pays basque. Depuis 1999, l'Académie de la langue basque ou Euskalzaindia divise le territoire du Labourd en six zones,. La commune est dans la zone 'Lapurdi Ekialdea (Labourd-Est), à l’est de ce territoire.

### Communes limitrophes
Les communes limitrophes sont  Ayherre, Hasparren et Mendionde.
| Hasparren |        |         |
|           | Bonloc | Ayherre |
| Mendionde |        |         |

### Hydrographie

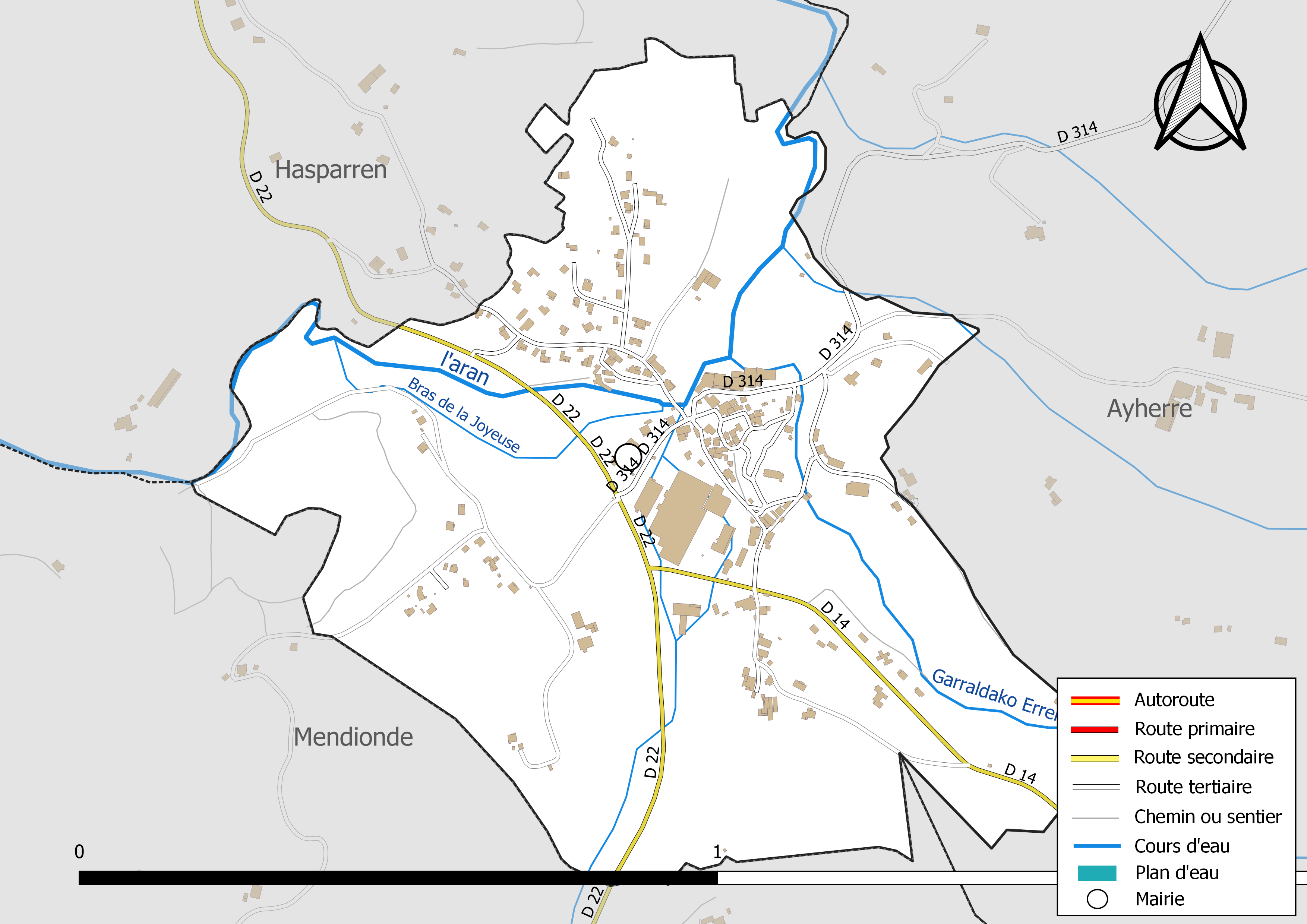
Réseaux hydrographique et routier de Bonloc.

La commune est drainée par l'Aran, Garraldako erreka, un bras de la Joyeuse et par divers petits cours d'eau, constituant un réseau hydrographique de 4 km de longueur totale,.
L'Aran, d'une longueur totale de 48,3 km, prend sa source dans la commune d'Hélette et s'écoule du sud vers le nord. Il traverse la commune et se jette dans l'Adour à Urt, après avoir traversé 8 communes.

### Climat
Pour des articles plus généraux, voir Climat de la Nouvelle-Aquitaine et Climat des Pyrénées-Atlantiques.
Historiquement, la commune est exposée à un micro climat océanique basque.  
En 2020, Météo-France publie une typologie des climats de la France métropolitaine dans laquelle la commune est exposée à un climat de montagne et est dans la région climatique Pyrénées atlantiques, caractérisée par une pluviométrie élevée (>1 200 mm/an) en toutes saisons, des hivers très doux (7,5 °C en plaine) et des vents faibles.
Pour la période 1971-2000, la température annuelle moyenne est de 13,9 °C, avec une amplitude thermique annuelle de 13 °C. Le cumul annuel moyen de précipitations est de 1 481 mm, avec 13 jours de précipitations en janvier et 8,5 jours en juillet. Pour la période 1991-2020, la température moyenne annuelle observée sur la station météorologique la plus proche, située sur la commune d'Espelette à 15 km à vol d'oiseau, est de 14,6 °C et le cumul annuel moyen de précipitations est de 1 723,4 mm,. Pour l'avenir, les paramètres climatiques de la commune estimés pour 2050 selon différents scénarios d’émission de gaz à effet de serre sont consultables sur un site dédié publié par Météo-France en novembre 2022.

### Milieux naturels et biodiversité

#### Réseau Natura 2000
Le réseau Natura 2000 est un réseau écologique européen de sites naturels d'intérêt écologique élaboré à partir des Directives « Habitats » et « Oiseaux », constitué de zones spéciales de conservation (ZSC) et de zones de protection spéciale (ZPS).
Un site Natura 2000 a été défini sur la commune au titre de la « directive Habitats » : « la Joyeuse (cours d'eau) », d'une superficie de 1 444 ha, un réseau hydrographique des coteaux basques,.

## Urbanisme

### Typologie
Au 1er janvier 2024, Bonloc est catégorisée commune rurale à habitat dispersé, selon la nouvelle grille communale de densité à sept niveaux définie par l'Insee en 2022.
Elle est située hors unité urbaine. Par ailleurs la commune fait partie de l'aire d'attraction de Bayonne (partie française), dont elle est une commune de la couronne,. Cette aire, qui regroupe 56 communes, est catégorisée dans les aires de 200 000 à moins de 700 000 habitants,.

### Occupation des sols

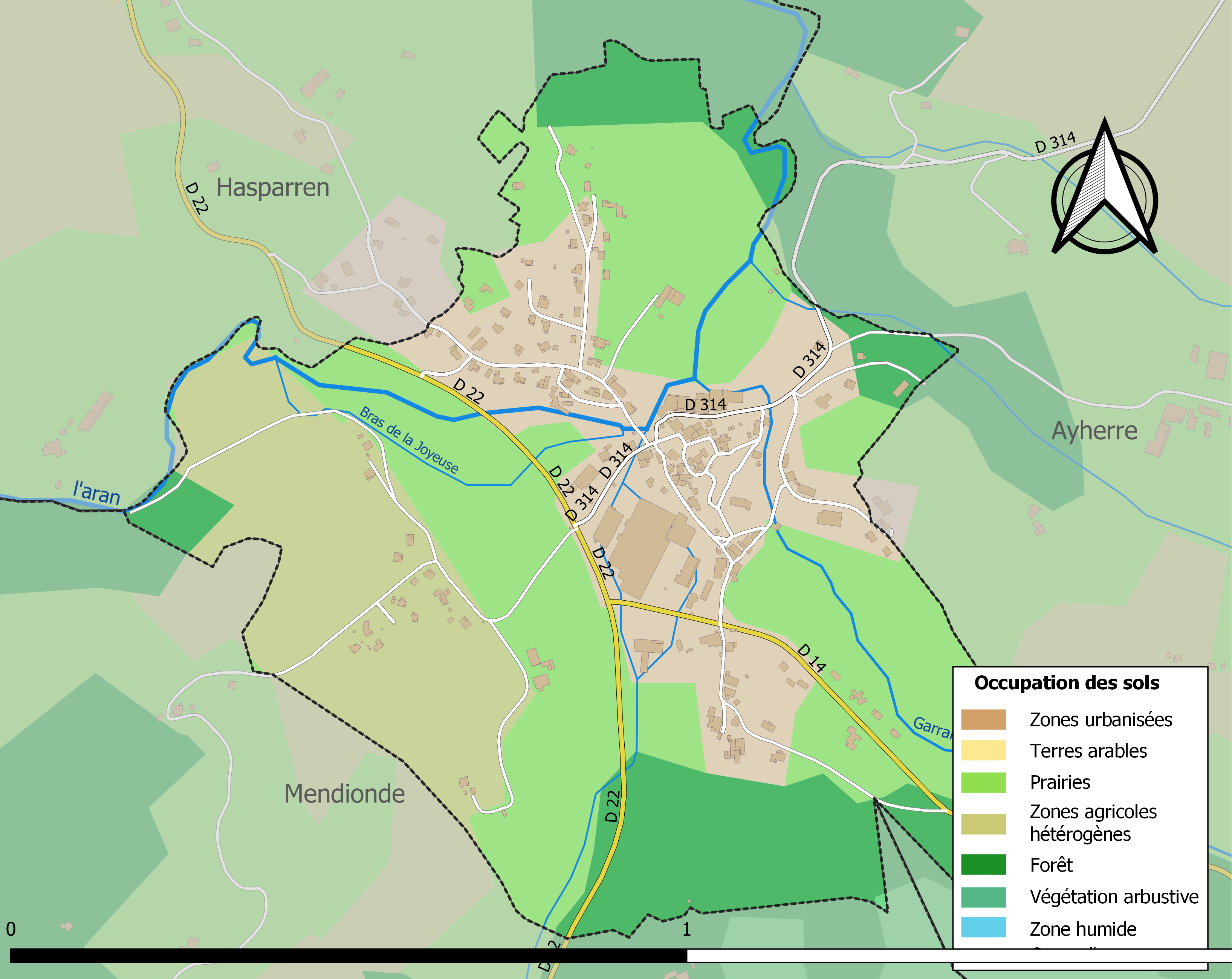
Carte des infrastructures et de l'occupation des sols de la commune en 2018 (CLC).

L'occupation des sols de la commune, telle qu'elle ressort de la base de données européenne d’occupation biophysique des sols Corine Land Cover (CLC), est marquée par l'importance des territoires agricoles (58,8 % en 2018), en diminution par rapport à 1990 (59,8 %). La répartition détaillée en 2018 est la suivante : 
prairies (41,3 %), zones urbanisées (23,5 %), zones agricoles hétérogènes (17,4 %), forêts (17 %), milieux à végétation arbustive et/ou herbacée (0,7 %). L'évolution de l’occupation des sols de la commune et de ses infrastructures peut être observée sur les différentes représentations cartographiques du territoire : la carte de Cassini (XVIIIe siècle), la carte d'état-major (1820-1866) et les cartes ou photos aériennes de l'IGN pour la période actuelle (1950 à aujourd'hui).

### Lieux-dits et hameaux
- Borda[12]
- Chastrétéguia[12]
- Maison d'Inès Baluhet
- Uhaldea[12]

### Voies de communication et transports
Bonloc est desservie par les routes départementales D 14, D 314 et D 22, entre Hasparren et Saint-Martin-d'Arberoue.

### Risques majeurs
Le territoire de la commune de Bonloc est vulnérable à différents aléas naturels : météorologiques (tempête, orage, neige, grand froid, canicule ou sécheresse), inondations, feux de forêts et séisme (sismicité moyenne). Un site publié par le BRGM permet d'évaluer simplement et rapidement les risques d'un bien localisé soit par son adresse soit par le numéro de sa parcelle.
Certaines parties du territoire communal sont susceptibles d’être affectées par le risque d’inondation par une crue torrentielle ou à montée rapide de cours d'eau, notamment l'Aran. La commune a été reconnue en état de catastrophe naturelle au titre des dommages causés par les inondations et coulées de boue survenues en 1982, 1983, 2009 et 2021,.
Bonloc est exposée au risque de feu de forêt. En 2020, le premier plan de protection des forêts contre les incendies (PDPFCI) a été adopté pour la période 2020-2030. La réglementation des usages du feu à l’air libre et les obligations légales de débroussaillement dans le département des Pyrénées-Atlantiques font l'objet d'une consultation de public ouverte du 16 septembre au 7 octobre 2022,.

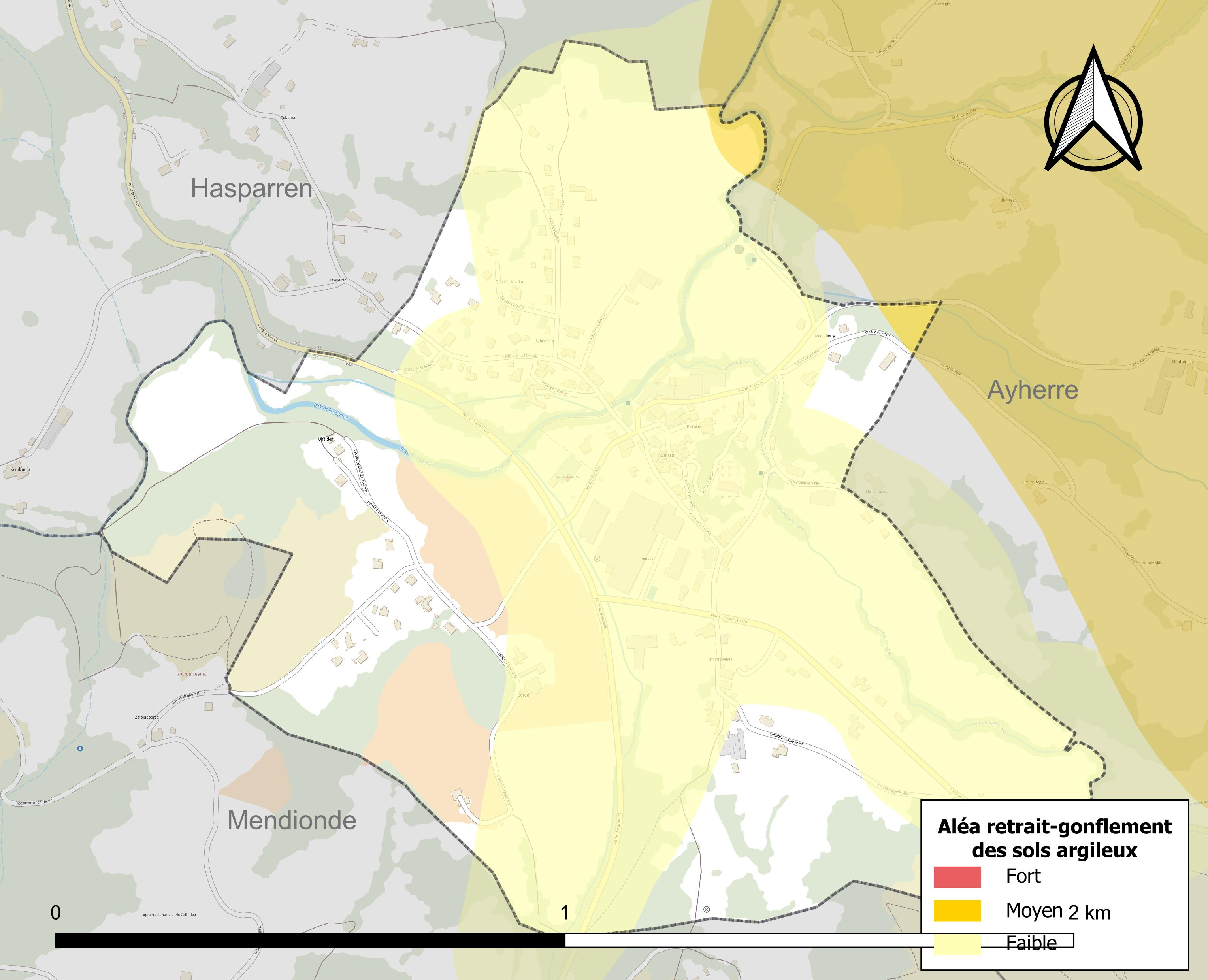
Carte des zones d'aléa retrait-gonflement des sols argileux de Bonloc.

Le retrait-gonflement des sols argileux est susceptible d'engendrer des dommages importants aux bâtiments en cas d’alternance de périodes de sécheresse et de pluie. 0,9 % de la superficie communale est en aléa moyen ou fort (59 % au niveau départemental et 48,5 % au niveau national). Depuis le 1er octobre 2020, en application de la loi ELAN, différentes contraintes s'imposent aux vendeurs, maîtres d'ouvrages ou constructeurs de biens situés dans une zone classée en aléa moyen ou fort,.

## Toponymie

### Attestations anciennes
Le toponyme Bonloc apparaît sous les formes 
Ecclesia de Bono Loco (1186, cartulaire de Bayonne), 
Bono Loco (1194), 
Bonum Locum (1304), 
Lo ospital de Bon-Loc, Le Bonlieu et Nostre Dame de Bonloc (respectivement 1372, 1498 et 1518, chapitre de Bayonne),
Bouloc (1801, Bulletin des lois) et
Lekhuine au XIXe siècle.

### Graphie basque
Son nom basque actuel est Lekuine.

### Étymologie
De bon « bon » et loc « lieu » en gascon, d'où le sens global de « bon lieu », c'est-à-dire « lieu agréable » ou « lieu propice ».
Homonymie avec les Bonlieu (Jura, [Conventui] Boni Loci 1319; Drôme, Bonus locus 1170) et les Bouloc (Haute-Garonne, Boni loci 1268; Tarn-et-Garonne).

## Histoire
Paul Raymond note que Bonloc est une ancienne commanderie. Cet établissement religieux constituait un îlot féodal, jouissant de droits seigneuriaux jusqu'au XVIIe siècle. Il fut l'objet d'agressions de la part desdits Mont Real (Urtubie), de Sault et d'autres dudit lieu de Hasparren.
Dans le village une maison servait autrefois de relais sur un des chemins de Compostelle.

### Traité de Bonloc
Il s'agit d'un traité d'alliance scellé à Bonloc le 30 novembre 1273 entre Henri Ier, roi de Navarre, et Édouard Ier, roi d'Angleterre, par lequel l'infante Jeanne, héritière du royaume de Navarre (née le 14 janvier 1273) est fiancée à Henri, prince héritier du royaume d'Angleterre (né en 1268). Les morts prématurées du roi Henri Ier le 22 juillet 1274 et du prince Henri le 14 octobre 1274 rendront ce traité sans effet. L'alliance anglo-navarraise sera cependant confirmée par le mariage en 1276 de Blanche d'Artois, veuve d'Henri Ier et mère de Jeanne, avec Edmond, comte de Lancastre, frère du roi Édouard Ier.

## Héraldique
| Blason | Blasonnement : Parti, d'or à la croix lancéolée et crossée de sinople, au second d'azur au bourdon d'or accompagné de trois coquilles du même, une en chef et les deux autres aux flancs. |

## Politique et administration
| Période                                  | Période  | Identité          | Étiquette | Qualité |
| ---------------------------------------- | -------- | ----------------- | --------- | ------- |
| avant 1981                               | ?        | Eudes Bessière    |           |         |
| 1995                                     | En cours | Michel Etcheverry | DVD       |         |
| Les données manquantes sont à compléter. |          |                   |           |         |

### Intercommunalité
Bonloc fait partie de six structures intercommunales :
- la communauté d'agglomération du Pays Basque ;
- le syndicat AEP Mendionde - Bonloc ;
- le syndicat d’assainissement Adour-Ursuia ;
- le syndicat d’énergie des Pyrénées-Atlantiques ;
- le syndicat intercommunal pour la réalisation d'une maison de retraite dans la vallée de l'Arberoue ;
- le syndicat intercommunal pour le soutien à la culture basque.

## Population et société

### Démographie
L'évolution du nombre d'habitants est connue à travers les recensements de la population effectués dans la commune depuis 1793. Pour les communes de moins de 10 000 habitants, une enquête de recensement portant sur toute la population est réalisée tous les cinq ans, les populations de référence des années intermédiaires étant quant à elles estimées par interpolation ou extrapolation. Pour la commune, le premier recensement exhaustif entrant dans le cadre du nouveau dispositif a été réalisé en 2008.

En 2022, la commune comptait 371 habitants, en évolution de +1,37 % par rapport à 2016 (Pyrénées-Atlantiques : +3,78 %, France hors Mayotte : +2,11 %).
| 1793 | 1800 | 1806 | 1821 | 1831 | 1836 | 1841 | 1846 | 1851 |
| ---- | ---- | ---- | ---- | ---- | ---- | ---- | ---- | ---- |
| 258  | 223  | 245  | 274  | 308  | 320  | 303  | 350  | 330  |

| 1856 | 1861 | 1866 | 1872 | 1876 | 1881 | 1886 | 1891 | 1896 |
| ---- | ---- | ---- | ---- | ---- | ---- | ---- | ---- | ---- |
| 310  | 307  | 311  | 263  | 290  | 269  | 272  | 240  | 215  |

| 1901 | 1906 | 1911 | 1921 | 1926 | 1931 | 1936 | 1946 | 1954 |
| ---- | ---- | ---- | ---- | ---- | ---- | ---- | ---- | ---- |
| 200  | 190  | 181  | 157  | 167  | 156  | 164  | 153  | 159  |

| 1962 | 1968 | 1975 | 1982 | 1990 | 1999 | 2006 | 2008 | 2013 |
| ---- | ---- | ---- | ---- | ---- | ---- | ---- | ---- | ---- |
| 193  | 189  | 189  | 200  | 228  | 284  | 336  | 351  | 369  |

| 2018 | 2022 | - | - | - | - | - | - | - |
| ---- | ---- | - | - | - | - | - | - | - |
| 366  | 371  | - | - | - | - | - | - | - |

### Enseignement
La commune dispose d'une école, l'école primaire privée Saint-Joseph. Cette école propose un enseignement bilingue français-basque à parité horaire.

## Économie
L'entreprise Boncolac du groupe Onoré possède un centre de production de pâtisseries surgelées à Bonloc.
L'économie est sinon orientée vers l'agriculture. La commune fait partie de la zone d'appellation de l'ossau-iraty.

## Culture locale et patrimoine

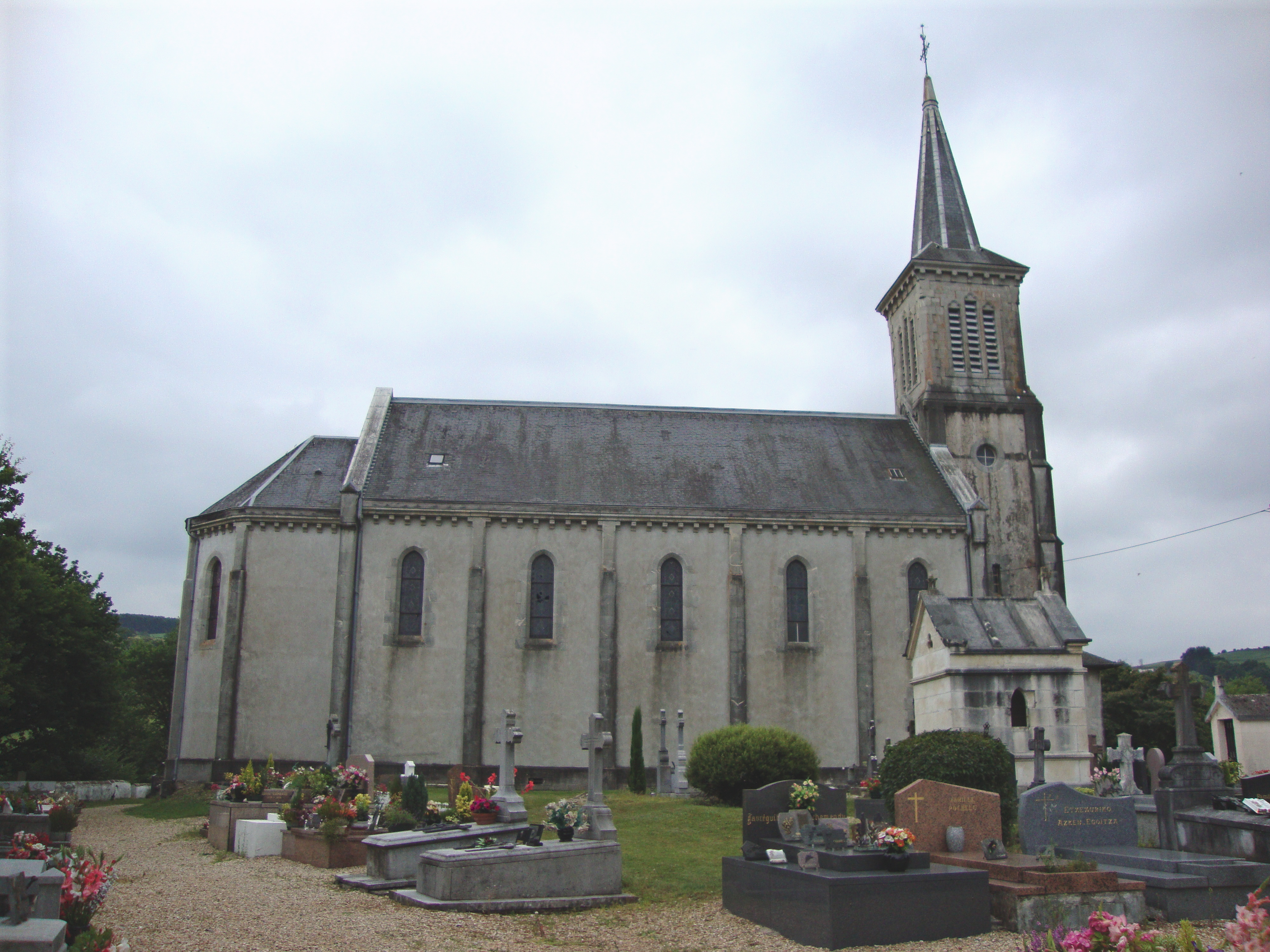
L'église Notre-Dame-de-l'Assomption et le cimetière.
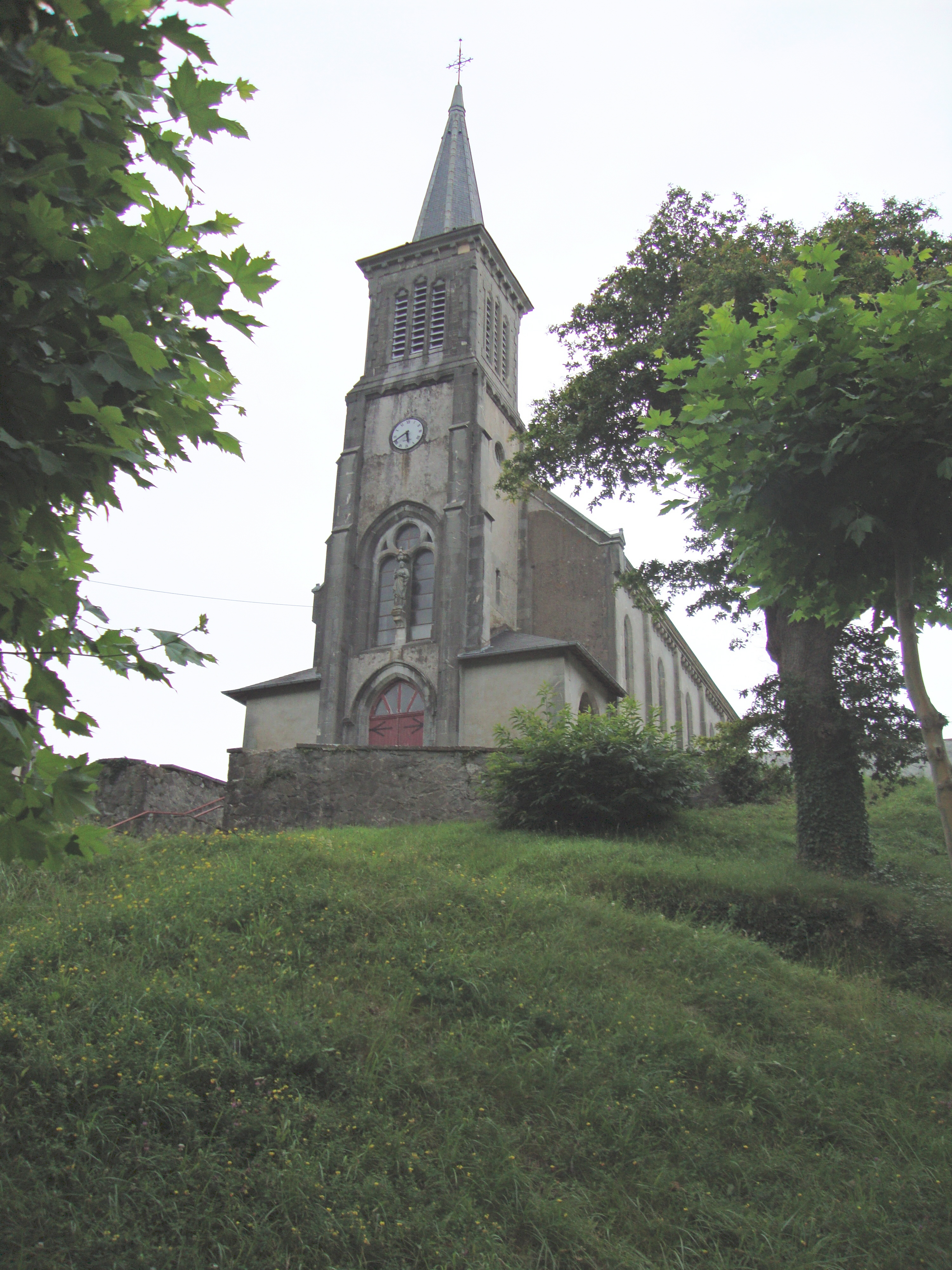
L'église sur sa butte.
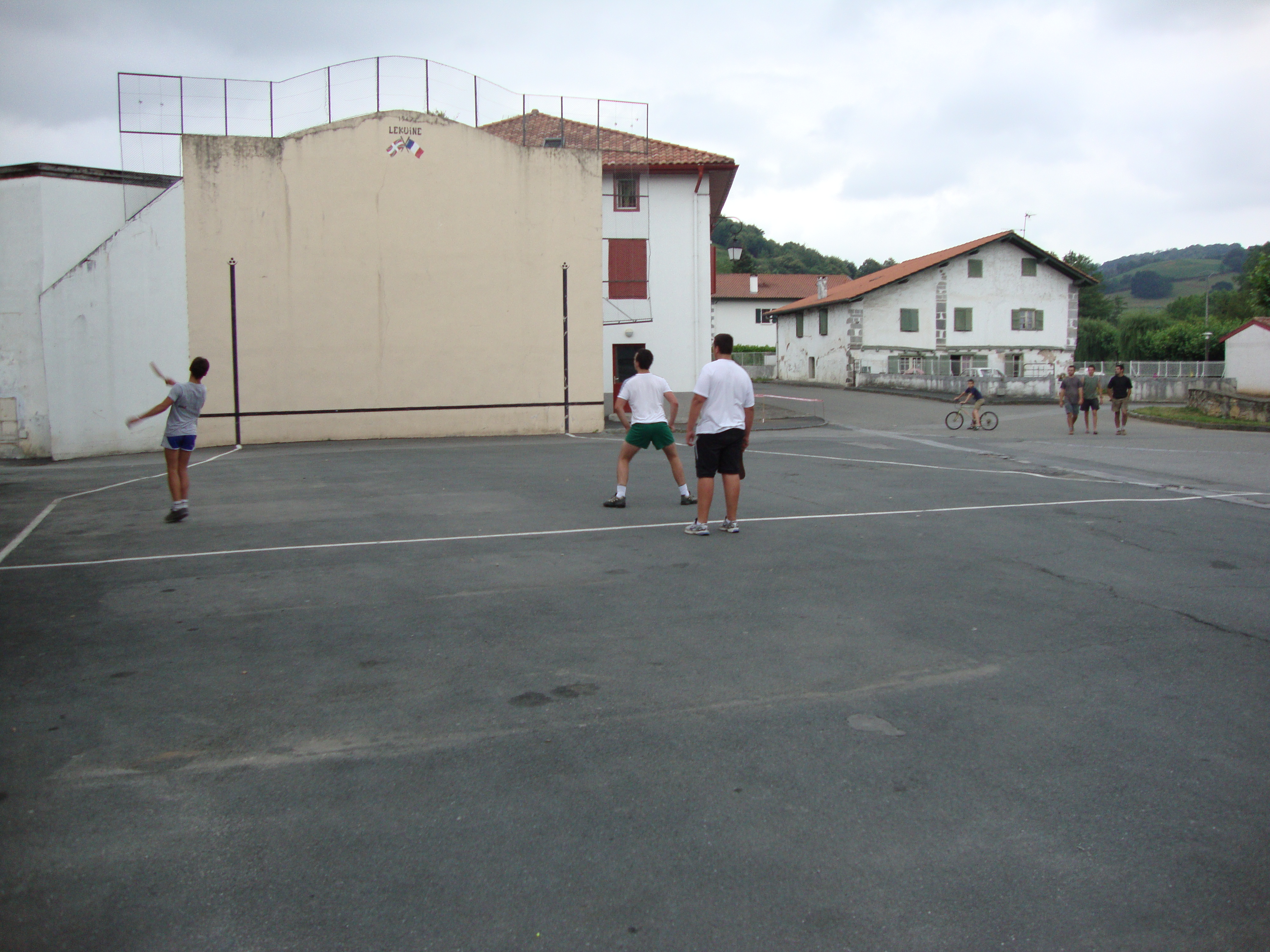
Un des frontons du village ; jeu de pelota pala à 2 contre 2.

### Langues
D'après la Carte des Sept Provinces Basques dressée en 1863 par le prince Louis-Lucien Bonaparte, le dialecte basque parlé à Bonloc est le bas-navarrais occidental.

### Patrimoine religieux
L'église Notre-Dame-de-l'Assomption date de la fin du XIXe siècle. Elle est inscrite à l'Inventaire général du patrimoine culturel.

## Équipements

### Enseignement
La commune dispose d'une école primaire privée (école Saint-Joseph).

## Personnalités liées à la commune
- Valentin de Salha, né en 1758 à Saint-Palais et mort en 1841 dans la même ville, est un capitaine de vaisseau et général de division français. Il se marie à Bonloc en 1785 avec Anne-Lucine d'Urdos, fille de noble Pierre, sieur d’Urdos, d’Etcheverry et de Sorhouette en Baïgorry, et de Jeanne de Sorhainde.
- Yves Sallaberry, dit Xala, champion d'Espagne de pelote basque en 2011 (spécialité main nue, tête à tête), est originaire de Bonloc.

## Pour approfondir